# Miracle (MINMIのアルバム)
『Miracle』（ミラクル）は、MINMIの1枚目のアルバム。2003年3月19日発売。発売元はビクターエンタテインメント。

## 解説
洋楽に憧れて作った1枚目のアルバム。オリコン初登場5位を記録し、その後もヒットを続け、自己最高位タイの2位を獲得。
シングル「T.T.T.」をリリースされてプロモーションしている時に、「2月までに上げてください」と言われてこのアルバムが出ることを知った。曲は前からなくて時間の余裕がなかったから、本人曰く「もう泣きながら作りました」「『これやり直したい』とかも絶対できないし、自分の中ではちょっと申し訳ない気持ちがあります」。
ロッキング・オン創始者の渋谷陽一が「ミュージシャン・MINMI、クリエイター・MINMIの、原石みたいな部分を一番感じる作品」と語った。

## 収録曲
（6.7.9以外全作詞・作曲：MINMI）
1. Intro（0:43）
  - インスト
2. The Perfect Vision（3:45）
  - 編曲：M.Kamishiro
  - 1stシングル
3. T.T.T.（4:28）
  - 編曲：813
  - 2ndシングル
4. Home Town（4:53）
  - 編曲：Shingo.S
5. Once Upon a Star（4:05）
  - 編曲：Ryosuke Imai
6. Eternal Destination feat. TMG&4WD（4:38）
  - 作詞・作曲：MINMI, TMG, 4WD／編曲：BL
7. SUNSHINE feat. the Salacious SAL（4:59）
  - 作詞・作曲：MINMI, the Salacious SAL／編曲：Shingo.S
8. LOVE SONG（3:24）
  - 編曲：BL
9. You need a… feat. TAKAFIN（4:08）
  - 作詞・作曲：MINMI, TAKAFIN／編曲：Mighty Jam Rock
10. カイラクノカナタ（4:05）
  - 編曲：LEFTSIDE、JUNIOR
11. Fly High（4:16）
  - 編曲：FIRE HOUSE CREW、JUNIOR
12. south orange（4:06）
  - 編曲：STEELY、CLEVIE、JUNIOR
13. Miracle（4:29）
  - 編曲：LENKY、SLY、JUNIOR